# Distretto di Khenchela
Il distretto di Khenchela è un distretto della provincia di Khenchela, in Algeria, con capoluogo Khenchela.

## Comuni
Il distretto di Khenchela comprende 1 comune:
- Khenchela